# کروز (ترانه)
«کروز» (انگلیسی: Cruise) تک‌آهنگی اثر گروه آمریکایی موسیقی کانتری فلوریدا جورجیا لاین است که در ۶ اوت ۲۰۱۲ برای اولین آلبوم استودیویی آن‌ها منتشر شد. تک‌آهنگ در صدر آهنگ‌های داغ کانتری مجلهٔ بیلبورد قرار گرفت.